# Csákánydoroszló
Csákánydoroszló è un comune dell'Ungheria di 1.785 abitanti (dati 2001). È situato nella contea di Vas.